# VSMPO-Avisma
VSMPO-Avisma (Russisch: ВСМПО-Ависма) is een Russisch metallurgisch bedrijf en de grootste titaniumproducent ter wereld. Het hoofdkantoor en de belangrijkste productiefabrieken staan in Verchnjaja Salda in oblast Sverdlovsk. Onder het bedrijf valt sinds 1998 ook Avisma (fusie voltooid in 2005), de titanium-magnesiumcombinatie van Berezniki in kraj Perm (grootste producent van grondstoffen (titanium sponges) voor titanium ter wereld). De productie van titanium begon in 1957. Het bedrijf is de grootste leverancier van titanium voor de luchtvaart voor Airbus en Boeing. Van de productie is 70% bestemd voor de export. Daarnaast worden titanium en aluminium en artikelen van deze materialen geproduceerd voor andere sectoren van de economie en de consumentenmart, waaronder wielschijven.
De omzet van het bedrijf bedroeg in 2004 557 miljoen dollar, met een nettowinst van 113 miljoen dollar. Van de aandelen is 30% in handen van de voorzitter van de raad van bestuur Vjatsjeslav Bresjt en algemeen directeur Vladislav Tetjoechin.
De omzet van het bedrijf in Rusland bedroeg in 2021 656 miljoen euro.